# Berke (priimek)
Berke je priimek, ki se pojavlja predvsem v Pomurski regiji. Med drugim je to priimek stare ogrske plemiške rodbine, ki je živela na območju današnjega Prekmurja. Dne 20. januarja 2021 je po podatkih Statističnega urada Republike Slovenije ta priimek uporabljalo 79 oseb.

## Znani nosilci priimka
- Adam Berke (18. stoletje), evangeličanski duhovnik
- Peter Berke (18. stoletje), pisatelj
- Blaž Berke (1754—1821), prekmurski pisatelj, evangeličanski duhovnik
- Ferenc Berke (1764—1841), prekmurski pisatelj, evangeličanski  duhovnik, senior, posestnik
- Ivan Berke (1814—1908), prekmurski pisatelj, evangeličanski  duhovnik, senior, posestnik
- Jožef Berke (1817—1893), politik, odvetnik, veleposestnik
- Mihael Berke (1843—1895), veleposestnik, inšpektor soboške in puconske evangeličanske fare
- Peter Berke (1653—1725), veleposestnik, uradnik, upravnik posesti grofa Szechyja
- Jožef Berke (1772—1833), evangeličanski duhovnik